# Michigan
Michigan [míšigen] je zvezna država ZDA, ki je dobila ime po Michiganskem jezeru, katerega ime pomeni velika voda.
Michigan meji na štiri velika jezera, tako da ima Michigan najdaljšo sladkovodno obalo v celinskih ZDA, drugo največjo skupno obalo (za Aljasko) in prebivalci Michigana imajo največ vodnih plovil.
Michigan je tudi edina država, ki je sestavljena iz dveh samostojnih polotokov (spodnji in zgornji polotoka Michigana)